# Micropole
Micropole is een Franse management consulting en IT-technologiedienstverlener. Het bedrijf heeft wereldwijd dochterondernemingen, waaronder Oasis Consultants in de Benelux met kantoren in Zaventem en Luxemburg en Rotterdam.
Het bedrijf bedient de middelgrote en grote markt in discrete en procesindustrieën, distributie, consumentenproducten, dienstverlening en de publieke sector. Het bedrijf specialiseert zich in enterprise resource planning, customer relationship management, business intelligence en mobiliteitsoftware van SAP AG.
Het bedrijf staat genoteerd aan de Euronext.